# پروپردین
پروپردین (انگلیسی: Properdin) یا فاکتور پی (انگلیسی: Factor P) تنها تنظیم‌کنندهٔ مثبت در سامانه کمپلمان است که آنزیم پروپردین کانورتاز را در «مسیر آلترناتیو (فرعی)» کمپلمان تثبیت می‌کند. مسیر آلترناتیو کمپلمان وابسته به آنتی‌بادی نیست.
پروپردین در سرم خونی بسیاری از جانوران یافت می‌شود.
این مولکول در واقع یک پروتئین گاما گلوبولین است که از زیرواحدهای مختلفی تشکیل شده‌است.
پروپردین در التهاب، بیگانه‌خواری عوامل بیماری‌زا و خنثی سازی ویروس‌ها نقش دارد.
کاهش این پروتئین موجب بروز بیماری نادرِ «کمبود پروپردین» می‌شود که فرد را، در معرضِ ابتلا به انواعِ شدید و کشندهٔ بیماری‌های مِـننگوکوکی قرار می‌دهد.